# Cabo Roche
El cabo Roche es un cabo de España en aguas del océano Atlántico, localizado en la costa de la provincia de Cádiz.

## Nombre
Toma nombre del Roche (Conil de la Frontera), cercano al cabo. Al llegar a este, el litoral se inflexiona y comienza a formar un entrante donde se instala la localidad de Conil de la Frontera. Junto a él desagua el río Roche, formado por las lomas que en esa zona comienzan a acercarse al Atlántico. En su cota más alta están las ruinas de un torreón (El Puntalejo); a partir de él aparecen diversas calas pequeñas, las calas de Roche.

## Fauna
Es un punto importante en la migración de la Platalea leucorodia.
Debido a la estratégica localización del cabo se ha estudiado en varias ocasiones la creación de una reserva marina.

## Actividad humana
En el cabo se localiza el faro de Roche.

## Surf en Roche
En esta zona existen diversas actividades ociosas que disfrutan sus habitantes y turistas, entre ellas, destaca el surf que se realiza en sus playas. 
Esta zona, es frecuentada por surfistas durante todas las estaciones del año, aunque en verano la actividad disminuye ya que hay menos días con olas, siendo la mejor época de otoño a invierno. Las olas van desde el metro hasta el metro y medio generalmente. Además, es un tipo de ola rápida, variable y maniobrable. La mejor dirección del viento es este.